# Leoš Faltus
Leoš Faltus (21. července 1937 Jablonné nad Orlicí – 14. května 2024) byl český hudební skladatel a pedagog.

## Život
Vystudoval hru na klavír a skladbu na brněnské konzervatoři u Anny Skalické a Františka Suchého. Pokračoval ve studiu skladby na Janáčkově akademii múzických umění (JAMU) v Brně nejprve u Viléma Petrželky, později u Theodora Schaefera. Studia dokončil v roce 1962. Po vojenské službě, kterou absolvoval u Armádního uměleckého souboru vyučoval hru na klavír a hudební nauku na Lidové škole umění v Břeclavi. V letech 1969–1971 navštěvoval postgraduální kurz experimentální a elektronické hudby na JAMU. V roce 1977 složil rigorózní zkoušku v oboru hudební vědy.
Od roku 1968 vyučoval na Pedagogické fakultě University Jana Evangelisty Purkyně v Brně. V roce 1990 byl jmenován docentem a stal se proděkanem pro vědu, umění, výzkum a zahraniční styky. Od roku 1992 působil na Hudební fakultě JAMU. Získal zde druhou docenturu pro obor skladba a teorie skladby, v roce 1998 byl jmenován profesorem a 2000 byl zvolen prorektorem.
Vedle pedagogické a kompoziční činnosti se zabýval hudební teorií a organizací hudebního života. Byl členem mnoha vysokoškolských poradních orgánů, Správní rady Nadace Leoše Janáčka a ediční rady Souborného kritického vydání díla Leoše Janáčka i interdisciplinárního Sdružení Q. Rovněž pracoval v Grantové agentuře České republiky.
Skladatelská činnost Leoše je velmi rozsáhlá a zasahuje prakticky všechny hudební žánry od drobných instruktivních skladeb až po velká vokální díla. Jeho dílo získalo i mezinárodní uznání a bylo odměněno na mnoha skladatelských soutěžích.

## Dílo

### Jevištní díla
- Orfeo. Komorní opera ke koncertnímu provozování, libreto: A. Striggio pro sóla, smíšený sbor, dechové sexteto, harfu a bicí (1981)'
- Pan Theodor. Opera o třech dějstvích podle vlastního libreta na motivy Ladislava Fukse (1984)
- Balet macabre, na motivy Bertolda Brechta (1986)

### Orchestrální skladby
- Symfonie č. 1 (1962)
- Symfonie č. 2 (1969)
- Symfonie č. 3 „Immaginata" (1974)
- Symfonie č. 4 „Harmonia mundi - res humana" (1986)
- Serenáda pro komorní orchestr (1961)
- Concerto da camera, pro housle a komorní smyčcový orchestr (1964)
- Studie pro orchestr (1966)
- Il giuoco (Hra). Koncert pro klavír, komorní a smyčcový orchestr a bicí nástroje (1971)
- Koncert pro kontrabas a 13 dechových nástrojů (1973)
- Hudba pro smyčce "Mundstockiana" (1987)
- Concerto lirico per fagotto ed archi (1988)
- Preludio lirico pro malý orchestr (1994)
- Pensées fugitives (Těkavé myšlenky) o dvou částech pro velký orchestr (2006)

### Vokální skladby
- Nursery rhymes I. Cyklus dětských sborů s dechovým sextetem (1967)
- Nursery rhymes II. Dětské sbory a cappella (1969)
- Tři sbory na texty Christiana Morgensterna, pro ženský sbor a klavír (1968)
- Hry. Dva ženské sbory na lidovou poezii s klavírem (1972( 4'
- Tři ženské sbory na slova lidové poezie s klavírem (1972)
- Moravská balada. Ženský sbor s klavírem (1972)
- Marijánek starobylý. Cyklus písní na lidové texty pro ženský hlas a klavír (1973)
- Z Neplechova. Cyklus dětských sborů na slova Zdeňka Kriebla s doprovodem klarinetu (1976)
- Tančící Sókratés. Cyklus pro mezzosoprán a klavír na slova Juliana Tuwima (1989)
- Noční rybí zpěv pro dětský sbor a capella (1989)
- Comenius dixit pro ženský sbor a bicí (1990)
- Noční rybí zpěv, Košilela, pro kontratenor, dva tenory a bas à capella na texty Christiana Morgensterna (2002)

### Skladby pro sólové nástroje
- Sonáta pro klavír č. 1 (1958)
- Invence pro basklarinet sólo (1961)
- Prolog, Nénie a Paian pro dva klavíry (1968)
- Hudba pro varhany (1968)
- Konstanty pro klavír (1973)
- Sonáta pro klavír č. 2 (1978)
- Sonáta pro klavír č.3 (1981)
- Capriccio pro housle sólo (1984)
- Sonáta pro klavír č.4 „Tři kroky kupředu a čtyři zpět" (1987)
- Toccata piccola pro klavír (1989)
- Sonáta pro klavír č. 5 (1992)
- Invence II pro basklarinet sólo (1993)
- Sonáta pro klavír č. 6, in memoriam Miloslav Ištvan (1999)
- Cinque esercizii per clarinetto Si solo (2005)
- 7. sonáta pro klavír (2007)

### Komorní skladby
- Trio pro flétnu, violu a basklarinet (1959)
- Věta pro smyčcové kvarteto (1963)
- Tři něžná bláznovská slova Paula Kleea, pro violoncello a klavír (1966)
- Abbreviazioni II, pro flétnu, basklarinet a bicí (1966)
- Smyčcový kvartet č. 1 (1966)
- Musica festiva. Fantára pro tři trubky, tři trombóny a varhany (1970)
- Divertimento I pro smyčcový orchestr (1972)
- Divertimento II pro žákovský smyčcový orchestr (1976)
- Smyčcový kvartet č. 2 (1977)
- Serenata inconsonante, pro smyčcový orchestr a tympány (1977)
- Musica profana I. Trio pro housle, violoncello a klavír (1979)
- Musica profana II. Trio pro klarinet, trubku a klavír (1982)
- Kejklíři. Trio pro hoboj, klarinet a fagot (1984)
- Klaun a tanečnice Františka Tichého pro dvoje housle a klavír (1985)
- Pezzo lirico e concertante, pro basklarinet a klavír (1988)
- Divertimento IV pro klavír a smyčcový komorní orchestr (1990)
- Jméno růže pro čtyři skupiny bicích nástrojů a zpěv podle románu Umberta Eca (1991)
- Divertimento V pro flétnu, cembalo a komorní smyčcový orchestr (1992)
- Malá liturgie pro housle, violu a varhany (1992)
- Trifonia pro housle, klarinet a klavír (1994)'
- Motýlí čas pro flauti dolce (1997)
- Il giuoco II (Hra II) pro klavír a komorní soubor (1997)
- Il guioco III pro basklarinet a komorní soubor (2001)
- Concerto per contrabasso, revidovaná verze s doprovodem klavíru (2002)

### Kantáty
- Meditace na Otokara Březinu, komorní kantáta pro soprán, smyčcový orchestr, klavír, cembalo a bicí nástroje (1968)
- O veliké řepě, komorní kantáta pro recitátora, dětský sbor a klavír na text Františka Hrubína (1974)
- Český sen, komorní kantáta pro ženský sbor a klavír (1977)